# Ehrensold
Unter Ehrensold versteht man eine Beigabe zu einem Verdienstorden in Form von Geld oder materiellen Zuwendungen. Der Ehrensold wird in der Regel auf Lebenszeit gewährt. Der Sold ist ein Begriff aus dem Militärwesen, hieraus erwuchs mit der Zeit auch die Besoldung von Beamten und anderen Personen. Auch das Ruhegehalt des deutschen Bundespräsidenten wird Ehrensold genannt.

## Bundespräsident
Der Ehrensold für ehemalige Bundespräsidenten der Bundesrepublik Deutschland wird im Gesetz über die Ruhebezüge des Bundespräsidenten geregelt:

„Scheidet der Bundespräsident mit Ablauf seiner Amtszeit oder vorher aus politischen oder gesundheitlichen Gründen aus seinem Amt aus, so erhält er einen Ehrensold in Höhe der Amtsbezüge mit Ausnahme der Aufwandsgelder.“

Die Hinterbliebenen eines verstorbenen Bundespräsidenten erhalten den Ehrensold für die auf den Sterbemonat folgenden drei Monate als Sterbegeld.
Die jetzige Regelung wurde im Juli 1959 eingeführt. Zuvor hätten Bundespräsidenten (wie die Reichspräsidenten in der Weimarer Republik) in den ersten drei Monaten nach ihrem Ausscheiden ihre vollen Bezüge erhalten, danach 75 % der Bezüge für ein Jahr, anschließend bis zum Lebensende den Ehrensold, der der Hälfte der Bezüge entsprach.
Die Neuregelung wurde zum Ablauf der Amtszeit des ersten Bundespräsidenten Theodor Heuss (1949–1959) beschlossen, um dem alternden Bundeskanzler Konrad Adenauer einen Wechsel in das Bundespräsidentenamt attraktiver zu machen. Allerdings zog Adenauer seine Kandidatur zurück und blieb Bundeskanzler; trotzdem wurde die Änderung vom Bundestag beschlossen.

## Kommunale Wahlbeamte
Bayerischen Bürgermeistern, die ihr Amt als ehrenamtliche kommunale Wahlbeamte ausüben, steht nach ihrem Ausscheiden ein Ehrensold zu:

„Einem Bürgermeister kann für die Zeit nach seinem Ausscheiden Ehrensold bewilligt werden, wenn er außer einem Übergangsgeld keine Versorgung aus dieser Tätigkeit erhält, sein Amt in derselben Gemeinde mindestens zehn Jahre (…) bekleidet und entweder das sechzigste Lebensjahr vollendet hat oder dienstunfähig ist. Einem ersten Bürgermeister ist Ehrensold zu gewähren, wenn er mindestens zwölf Jahre lang das Amt des ersten Bürgermeisters in derselben Gemeinde bekleidet hat oder aus diesem Amt nach mindestens zehn Jahren wegen Dienstunfähigkeit ausscheidet und wenn die weiteren Voraussetzungen des Satzes 1 vorliegen.“

Soweit Ehrensold bezogen wird, beträgt dieser ein Drittel der zuletzt bezogenen Entschädigung, maximal aber 732,24 Euro monatlich. Für den gewählten Stellvertreter des Landrats und den Bezirkstagspräsidenten gelten ähnliche Vorschriften.
Rheinland-Pfalz hat seit 1972 ein „Landesgesetz über die Zahlung eines Ehrensoldes an frühere ehrenamtliche Bürgermeister, Beigeordnete und Ortsvorsteher (Ehrensoldgesetz).“

## Militär
Ein Ehrensold wurde in der Bundesrepublik Deutschland an bestimmte Ordensträger aus der Zeit des Kaiserreichs gezahlt. Der frühere § 11 des Gesetzes über Titel, Orden und Ehrenzeichen aus dem Jahr 1957 regelte, dass Träger einer in einem „Erlass zum Ehrensold“ des Jahres 1939 genannten höchsten deutschen Kriegsauszeichnung des Ersten Weltkrieges einen Ehrensold von 50 DM erhalten. Die gesamte Regelung wurde inzwischen als (durch den Tod des letzten Bezugsberechtigten) gegenstandslos aufgehoben. Der letzte Bezieher von Ehrensold als letzter Inhaber des militärischen Ordens Pour le Mérite war der 1998 verstorbene Ernst Jünger.
Folgende Auszeichnungen waren im Erlass von 1939 aufgeführt:
- Baden
  - Militär-Karl-Friedrich-Verdienstorden
  - Karl Friedrich-Militär-Verdienstmedaille
- Bayern
  - Militär-Max-Joseph-Orden
  - Militär-Sanitäts-Orden
  - Militär-Verdienstmedaille
- Österreich
  - Maria-Theresia-Orden
  - Goldene Tapferkeitsmedaille
- Preußen
  - Orden Pour le Mérite
  - Militärverdienstkreuz
  - Kreuz der Inhaber des Hausordens von Hohenzollern mit Schwertern
- Sachsen
  - Militär-St. Heinrichs-Orden
  - Goldene Militär-St. Heinrichs-Medaille
- Württemberg
  - Militär-Verdienstorden
  - Goldene Militär-Verdienstmedaille

Der Ehrensold unterlag nicht der Einkommensteuer und sollte bei der Berechnung von Sozialhilfe, Altersrente usw. nicht als Einkommen angerechnet werden.

## Französische Ehrenlegion
Träger des französischen Verdienstordens Ordre nationel de la légion d’honneur erhalten einen symbolischen Ehrensold in einer Höhe von 6,10 € bis 36,59 € pro Jahr für Zivilpersonen und in Höhe von 4,57 € pro Jahr für Angehörige des Militärs.

## Sonstiges
Von der Deutschen Künstlerhilfe wird eine Ehrensold genannte Unterstützung gezahlt.